# Moss Point
Moss Point és una població dels Estats Units a l'estat de Mississipi. Segons el cens del 2000 tenia 17.653 habitants.

## Demografia
Segons el cens del 2000, Moss Point tenia 17.653 habitants, 6.714 habitatges, i 5.228 famílies. La densitat de població era de 344,8 habitants per km².
Dels 6.714 habitatges en un 31,6% hi vivien nens de menys de 18 anys, en un 44,7% hi vivien parelles casades, en un 23,7% dones solteres, i en un 26% no eren unitats familiars. En el 22,8% dels habitatges hi vivien persones soles el 8,6% de les quals corresponia a persones de 65 anys o més que vivien soles. El nombre mitjà de persones vivint en cada habitatge era de 2,75 i el nombre mitjà de persones que vivien en cada família era de 3,21.
Per edats la població es repartia de la següent manera: un 26,8% tenia menys de 18 anys, un 9,5% entre 18 i 24, un 25,8% entre 25 i 44, un 25,3% de 45 a 60 i un 12,6% 65 anys o més.
L'edat mediana era de 37 anys. Per cada 100 dones de 18 o més anys hi havia 87,4 homes.
La renda mediana per habitatge era de 32.075$ i la renda mediana per família de 37.712$. Els homes tenien una renda mediana de 31.126$ mentre que les dones 20.550$. La renda per capita de la població era de 15.537$. Entorn del 15,8% de les famílies i el 17,8% de la població estaven per davall del llindar de pobresa.

## Poblacions més properes
El següent diagrama mostra les poblacions més properes.